# Mona Darkfeather
Mona Darkfeather (13 de enero de 1883-3 de septiembre de 1977) fue una actriz teatral y cinematográfica de estadounidense, activa en la época del cine mudo. Entre los años 1911 y 1917 actuó en un total de 102 producciones. Especializada en la interpretación de nativas americanas en situaciones siempre dignas, probablemente su papel más famoso fue el de Prairie Flower en The Vanishing Tribe (1914).
Su carrera se inició en 1909 tras responder a un anuncio publicado en un periódico por director y productor Thomas Ince, miembro de Bison Motion Pictures. El estudio buscaba a alguien con un físico adecuado para encarnar a indios americanos y que fuera capaz de realizar escenas de acción y montar a caballo. Aunque nunca había actuado, Workman encajaba con lo que Ince buscaba. Con el nombre artístico de Mona Darkfeather, ella hizo su primer papel protagonista como la muchacha india Owanee en el film de 1911 Owanee's Great Love.

## Biografía

### Primeros años
Su verdadero nombre era Josephine M. Workman, y nació en Boyle Heights, California, siendo bautizado en la Iglesia de Nuestra Señora Reina de los Ángeles, en Los Ángeles, cuando tenía cuatro meses de edad.  Sus padres eran Joseph Manuel Workman (1833–1901) y Josephine Mary Belt (1851–1937), y sus hermanos Mary Cristina Workman (1870–1963), Agnes Elizabeth Workman (1872–1957), Marie Lucile "Lucy" Workman (1875–1944), William Joseph Workman (1877–1956), George D. Workman (1879–1903) y Nellie Workman (1886–1888).
Su padre era de origen inglés y pueblo, y su madre escocesa y chilena. Separados en 1893, Josephine se fue a vivir con su madre. El 22 de marzo de 1915, Josephine (Belt) Workman se casó con David D. Parten (1857–1929), un policía que falleció en un accidente de tráfico.

### Carrera cinematográfica

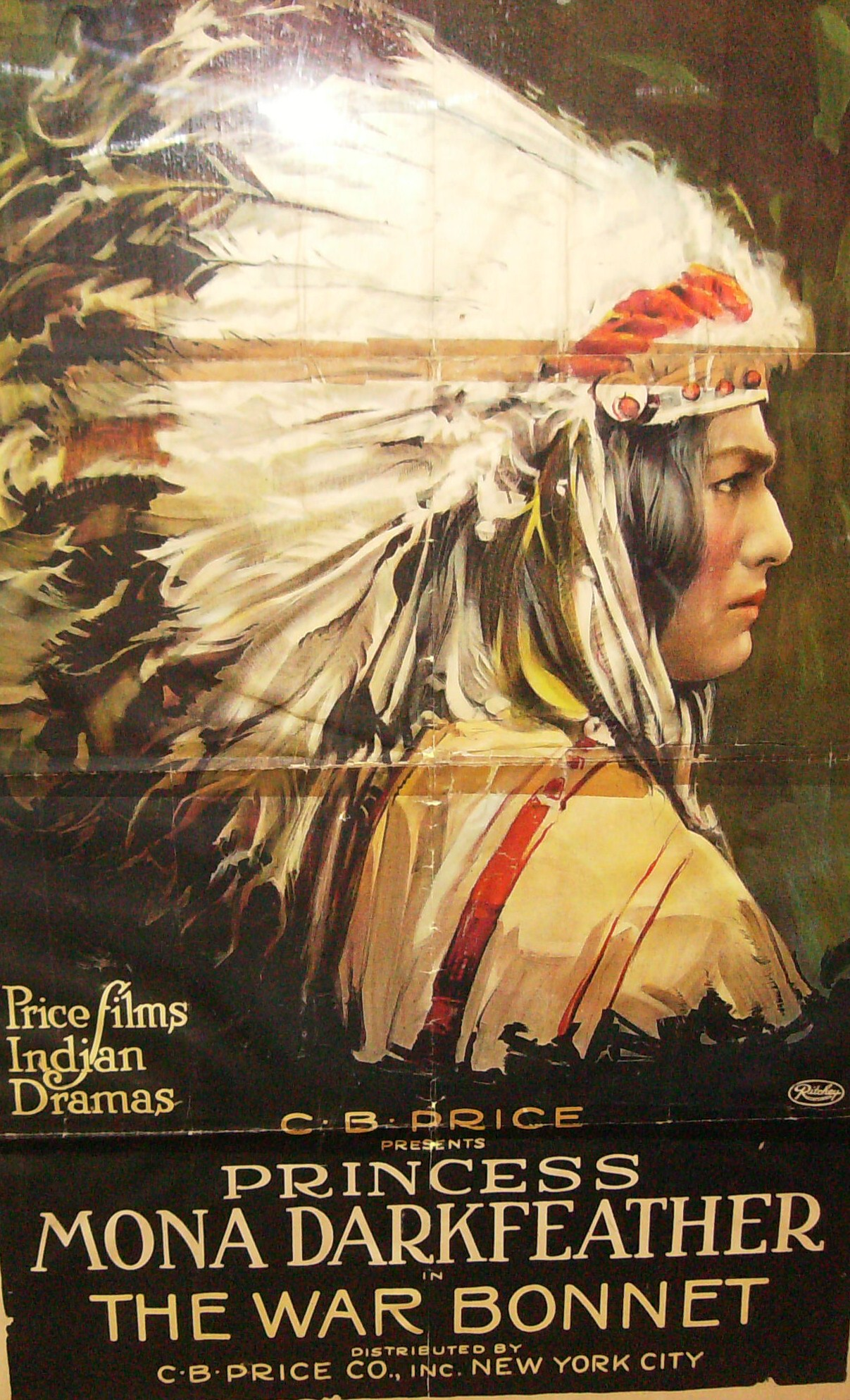
The War Bonnet (1914)

Tras contestar en 1909 a un anuncio en la prensa de Bison Motion Pictures, según el cual se buscaban chicas de aspecto éxótico para interpretar a "doncellas indias," ella se hizo pronto famosa bajo el nombre de Princesa Mona Darkfeather, cabalgando sin silla en un poni caballo pío, "Comanche".
La primera publicidad de Darkfeather afirmaba que ella era totalmente de sangre india pies negros. Aunque en las entrevistas admitía que no tenía sangre india, en otras ocasiones afirmaba ser una princesa nativa, que formaba parte de la nación Pies Negros y que el Jefe Big Thunder le había dado el título de princesa. Tuvo tanto éxito la promoción por parte del estudio cinematográfico de la Princesa Mona Darkfeather, que incluso en el año 2005 se encontraban referencias en las que se afirmaba que ella era realmente una actriz india.
Encarnó a personajes indios en cortos de tipo melodrama western tales como A White Indian (1912) y A Blackfoot's Conspiracy (1912), así como en diferentes largometrajes. En su momento llegó a ser una importante estrella cinematográfica, interpretando también a mujeres españolas en varios dramas históricos.
Darkfeather empezó a actuar para Bison en 1909, para Selig Polyscope Company entre 1909 y 1913, para Nestor Studios en 1912 y para Kalem Company a partir de 1913. En muchas ocasiones actuó bajo las órdenes de Frank Montgomery, que la dirigió en The Massacre of the Fourth Cavalry (1912), un sensacional éxito del cine mudo. De entre sus producciones con Kalem destaca The Woman Without a Soul.
Ella  y Frank Montgomery se casaron en 1912. Otras películas en las que él la dirigió fueron A Forest Romance, For the Peace of Bear Valley y Justice of the Wild, todas estrenadas en 1913, y en las cuales actuaba Harry von Meter.
Darkfeather fue la primera elección de Cecil B. DeMille para interpretar a la esposa india, Nat-u-ritch, en su famoso western The Squaw Man (1914), pero ella estaba demasiado ocupada, produciendo junto a Montgomery sus propias películas, que se estrenaban por medio de Kalem Company.
Ella y Montgomery se unieron a Universal Studios en 1914 y continuaron colaborando en numerosos westerns. Darkfeather rodó su última película, The Hidden Danger, en 1917, retirándose después del cine.
Durante un tiempo tras su retirada del cine, actuó en el teatro como la Princesa Darkfeather. A finales de agosto de 1918 hizo una intervención especial en el Liberty Theater de Tacoma, Washington, como actriz, cantante y narradora. Con su vestido "serpiente de cascabel", ella actuaba tras cada proyección del largometraje Eyes of the World (1917), protagonizado por Monroe Salisbury, cantando y dando consejo a las chicas que deseaban entrar en el mundo del espectáculo.

### Últimos años

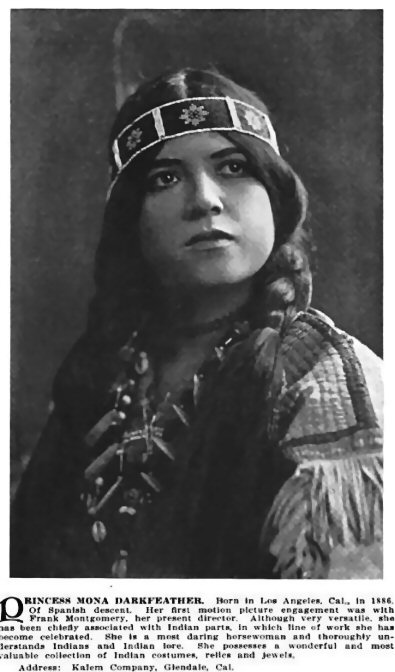
Who's Who in the Film World: 1914

Darkfeather y Montgomery se divorciaron en 1928. Ella se casó de nuevo en 1928 con el rico financiero Alfred G. Wessling (1869–1941). Ella y Wessling se divorciaron en 1935. El 23 de diciembre de 1937, ella y Frank Montgomery, que entonces trabajaba como técnico del departamento de sonido de Hal Roach Studios, y que en ese momento estaba centrado en el rodaje de Merrily We Live, película protagonizada por Constance Bennett, volvieron a casarse en la casa de Darkfeather en Echo Park (Los Ángeles). Permanecieron juntos hasta la muerte de él en 1944.
Mona Darkfeather falleció en 1977 a causa de un ictus en una residencia de Los Ángeles, California. Tenía 94 años de edad. Fue enterrada en el Cementerio de Holy Cross, en Culver City, California.

## Selección de su filmografía
Films dirigidos por Frank Montgomery
- 1911 : A Spanish Wooing
- 1911 : The Night Herder
- 1912 : As Told by Princess Bess
- 1912 : A Crucial Test
- 1912 : The End of the Romance

Films de otros cineastas
- 1913 : The Half Breed Parson, de Francis Ford